# Xã Verdigre, Quận Knox, Nebraska
Xã Verdigre (tiếng Anh: Verdigre Township) là một xã thuộc quận Knox, tiểu bang Nebraska, Hoa Kỳ. Năm 2010, dân số của xã này là 698 người.